# Ель-Ассасіф

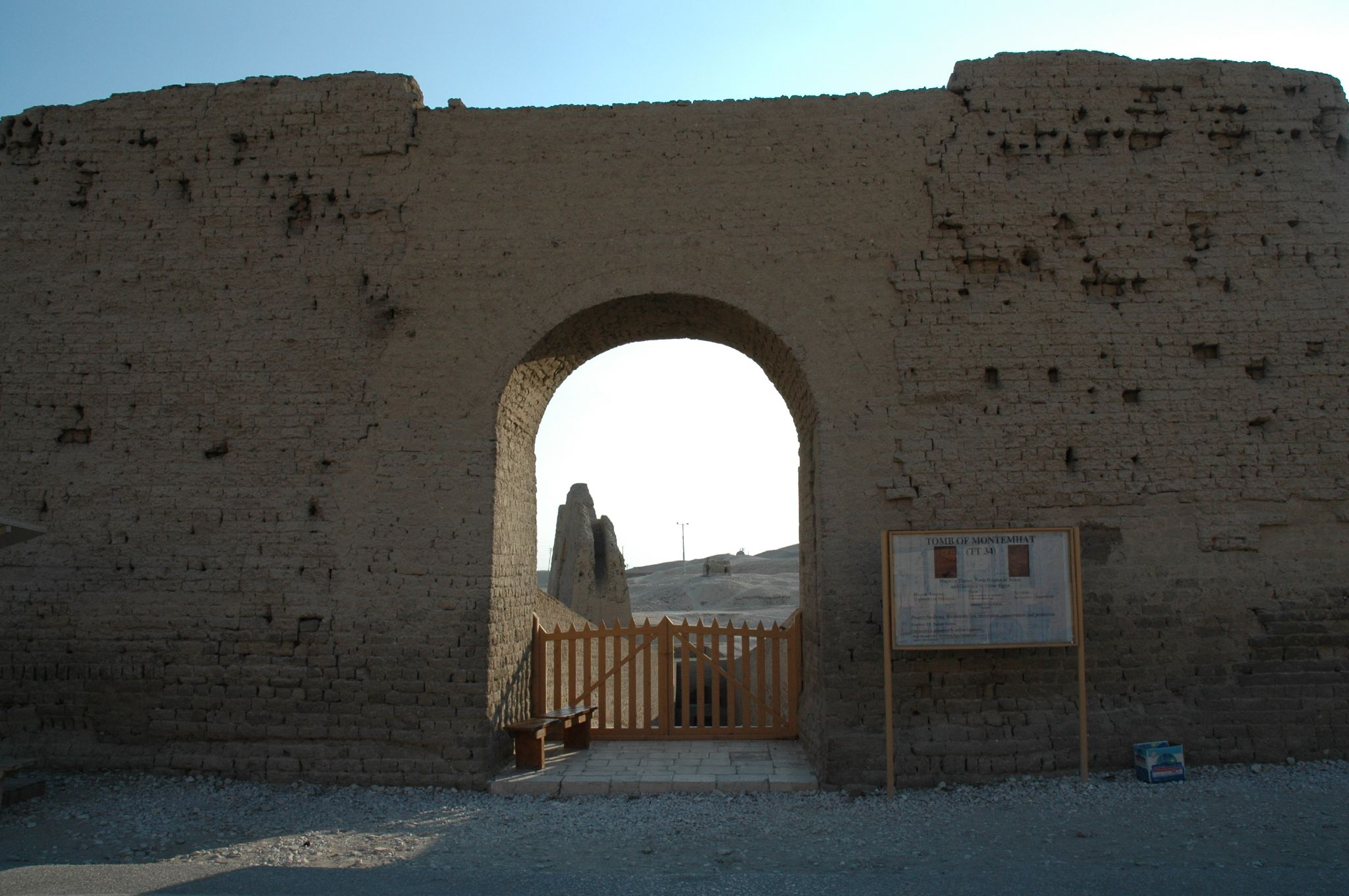
Вхід у гробницю TT34 (2006)

Ель-Ассасіф — некрополь, розташований на західному березі Нілу в Фівах, Єгипет, у долині, що веде до Дейр ель Бахрі, на південь від некрополя Дра Абу ель-Нага.
В Ель-Ассасіфі знаходяться поховання 18-ї, 25-ї та 26-ї династій. У центрі некрополя знаходиться величезна загальна могила, де ховали бідних представників давньоєгипетського суспільства.
Долини Аль-Ассасіф і Дейр ель-Бахрі з давніх часів були священні для єгиптян. Особливе значення мав місцевий культ богині Хатхор, а також «прекрасне свято Долини». Аль-Ассасіф служив одним з місць, куди прибувала статуя Амона під час свята і де проводилися поминання померлих.

## Гробниці
18-а Династія
- TT192 — Херуеф

25-а Династія
- TT34 — Монтуемхет

26-а Династія
- TT27 —  Шешонк
- TT33 — Петаменофіс
- TT36 — Ібі
- TT37 — Харві
- TT188 — Пареннефер
- TT279 — Пабаса
- TT389 — Баса
- TT414 — Анкх-хор